# گورگیتا اشتفان
گورگیتا اشتفان (رومانیایی: Gheorghiță Ștefan؛ زادهٔ ۱۷ ژانویه ۱۹۸۶) کشتی‌گیر اهل رومانی است.
وی در مسابقات کشوری و بین‌المللی در مجموع برندهٔ ۱ مدال طلا، ۲ مدال برنز شده‌است.